# Dino Salihović
Dino Salihović, né le 2 décembre 2002 à Norrköping en Suède, est un footballeur suédois qui évolue au poste de milieu central.

## Biographie

### En club
Né à Norrköping en Suède, Dino Salihović est notamment formé par le club local de l'IFK Norrköping. Il fait toutefois ses débuts en professionnel avec l'IF Sylvia, où il est prêté en 2019 et joue son premier match le 15 septembre 2019 lors d'une rencontre de championnat, contre le Team TG FF (en). Il entre en jeu à la place de Carl Björk et son équipe s'impose par trois buts à un.
En 2020, il participe au camp d'entraînement de présaison du groupe professionnel de l'IFK Norrköping. Le 8 février 2021, il signe un nouveau contrat avec le club et fait désormais partie de l'équipe première.
Salihović découvre l'Allsvenskan, l'élite du football suédois, avec l'IFK Norrköping, jouant son premier match le 3 juillet 2021 face au Malmö FF. Il entre en jeu à la place de Christopher Telo et voit son équipe l'emporter par trois buts à deux.
Le 9 mars 2023, Dino Salihović rejoint le GAIS sous la forme d'un prêt d'une saison.

### En sélection
Dino Salihović représente la Suède en sélection. Il joue notamment avec les moins de 17 ans, jouant deux matchs en 2019.